# 懷特沃特 (堪薩斯州)
懷特沃特（英語：Whitewater）是一個位於美國堪薩斯州巴特勒縣的城市。

## 地方資料
根據2020年美國人口普查的數據，懷特沃特的面積為1.06平方千米，當中陸地面積為1.06平方千米，而水域面積為0.00平方千米。當地共有人口661人，而人口密度為每平方千米623.58人。